# Историческая школа (экономика)
Историческая школа — направление в экономической науке, главными положениями которого являлись: изучение истории хозяйства; анализ конкретных экономических ситуаций в различных странах (в отличие от классиков, считавших, что сформулированные ими законы реализуются в любом государстве во всякое время); использование в основном индуктивного метода.
В отличие от классиков, которые считали, что экономикой движут 2 фактора: человек и всё человечество, Фридрих Лист говорил, что очень важным фактором в экономике является ещё и национальность.

## Немецкая историческая школа
Наибольшее распространение идеи исторической школы получили в Германии: здесь действовали т. н. старая, новая и юная исторические школы.
Предшественниками германского историзма в экономической науке считаются немецкие националисты и романтики XIX века: Гегель, Фридрих Карл Савиньи (основатель исторической школы права, от которой и пошло название всего направления), Адам Мюллер и Фридрих Лист.
Основными представителями старой исторической школы являются В. Рошер, К. Книс и Б. Гильдебранд. 
Крупнейшие экономисты новой исторической школы: Г. фон Шмоллер, К. Бюхер, А. Вагнер, Г. Ф. Кнапп и Л. Брентано.
Среди ученых юной исторической школы выделяются: В. Зомбарт, А. Шпитгофф, К. Поланьи, М. Вебер и его брат А. Вебер. 
Между представителями новой исторической школы и Густавом фон Шмоллером с одной стороны и австрийской школой маржинализма с другой развернулась дискуссия, получившая название «спор о методах».
В дальнейшем немецкая историческая школа стала основой для развития институционализма.

## Английская историческая школа
Крупнейшими представителями исторической школы в Англии являлись Т. Тук, преподобный Дж. Т. Роджерс, Арнольд Тойнби-старший (1852—1883) (дядя известнейшего ученого XX века), Уильям Каннингем, У. Дж. Эшли, Томас Э. Клифф Лесли, Дж. К. Ингрэм, Дж. Гобсон, Ричард Тоуни. Особенно важное значение для истории экономики имели фундаментальные работы Т. Тука.

## Французская и российская исторические школы
Среди французских экономистов, работавших в русле исследований исторической школы можно выделить К. Жюгляра, Пьера Эмиля Левассёра, Шарля Жида, Франсуа Симиана (1873—1935), Альбера Афтальона, Адольфа Ландри (1874—1956). 
Ряд работ по экономико-исторической тематике написали российские ученые Иван Иванович Янжул (1846—1914), Илларион Игнатьевич Кауфман (1848—1916), М. И. Туган-Барановский, И. М. Кулишер.